# 莊梁奕
莊梁奕（？年—？年），字甸山，號如川，法名超盛，別稱如川盛，江蘇省常州府武進縣（今屬常州市）人，清朝佛教僧人，敕封無閡永覺禪師。
莊啟仲

## 生平
少年時因事故垂危，後剃髮出家常州西山寺。師從茆溪行森禪師，任海會寺方丈。天資明敏、戒律精深，凡於釋典無不洞澈。
雍正元年（1723年），雍正帝召見，命超盛入居圓明園，賜紫衣。
十一年（1733年），雍正帝召天下博通學行僧人開法會，充任藏經館總率。
十二年（1734年），召對稱旨，駐賢良寺為住持。
十三年（1735年）二月初六日，敕封無閡永覺禪師，賜銀印，並恩賜生父莊源潔貂緞人蔘。
無閡永覺禪師敕諭曰：超盛，爾生長宦族，幼讀儒書，秉性樸誠，賦資穎慧，偶因墮車危殆，遇救獲蘇，頓悟生死夢幻之理，皈依梵教，其夙根有自來矣。經朕召見，略加提持，遂能直踏三關，洞明妙義，近代禪師中之所罕遇，目今宗徒內無有出其右者。朕心嘉悅，特封爾為無閡永覺禪師，以表真僧，宣揚法器。爾其益懋進修，仔肩大道，式宏慈化，丕振宗風，以副朕接引褒獎之意。欽哉。故敕。

雍正十三年二月初六日
因父年高，雍正帝特命回鄉省親並在途中宣揚佛事，二月二十四日出京南下，受直隸總督李衛迎接並停留。三月，到達揚州高旻寺。六月，到達蘇州，患病，留在蘇州織造署中調治，雍正帝特賜金雞納霜命織造海保協助醫治。期間有多次上摺請安、抄呈寺院進院法語、上堂法語。八月，病癒，雍正帝賜御書坐名手卷。入怡賢院，與年希堯講論佛經。雍正帝則認為地方官接待超盛太過鋪張。
八月二十三日，雍正帝駕崩。二十七日，乾隆帝命超盛回京瞻仰梓宫。
乾隆十四年（1749年）四月，乾隆帝命於將來待超盛死後將銀印繳回禮部銷毀。

## 著作
- 《語錄》一卷，收於《御選語錄》卷十九
- 《大清三藏聖教目錄》纂修總率

## 家庭及關連
- 曾祖父：莊有筠（1618年－1685年），順治六年進士，官至山東兗西道。
- 祖父：莊搢（1638年－1701年），康熙九年進士，官至通政使司參議。
- 祖母：江氏，崇禎十五年進士福建督糧道江文淳之孫女，誥封安人。
- 父：莊源潔（1672年－1755年），監生，考授縣丞。
- 母：天津張氏，副將張起鳳之女。
- 莊梁奕排行第二，有一兄三弟。
  - 莊榆翰（1694年－1752年）。
  - 莊彬惠（1705年－？年），監生，候選州同。
  - 莊鉅椽（1711年－？年）。
- 師：茆溪行森禪師（1614－1677）。